# Ceriantheomorphe ambonensis
Ceriantheomorphe ambonensis är en korallart som först beskrevs av Casimir R. Kwietniewski 1898.  Ceriantheomorphe ambonensis ingår i släktet Ceriantheomorphe och familjen Cerianthidae. Inga underarter finns listade i Catalogue of Life.